# Tŏkch’ŏn
Tŏkch’ŏn (kor. 덕천) – miasto w Korei Północnej, w prowincji P’yŏngan Południowy. około 237 tys. mieszkańców. W mieście znajduje się fabryka samochodów Sungri Motor Plant.